# Grand Estey
Pour la partie d'un ruisseau, voir Estey
Le Grand Estey (de l'occitan gascon Gran Estèir [ˌgrãn esˈtɛj]) est un ruisseau du Sud-Ouest de la France qui coule dans la région naturelle de l'Entre-deux-Mers située dans le département de la Gironde en région Nouvelle-Aquitaine. C'est un affluent de la rive droite de la Garonne.

## Géographie
Le Grand Estey prend sa source dans le département de la Gironde sur la commune de Targon sous le nom de ruisseau de Patrouilleau et prend plus loin le nom de ruisseau de Gaillardon. Il se jette dans la Garonne en rive droite, entre les communes de Langoiran et du Tourne, sous le nom de Grand Estey. 
La longueur de son cours est de 11,5 km.
Il traverse en Gironde les communes du Tourne, de Langoiran, Capian, Haux, Targon et La Sauve. Il a pour principaux affluents les ruisseaux de Bouchon, d'une longueur de 4 km, Lavergne (2,8 km), Jeanganne (3,5 km) et Lubert (8 km).

## Hydrologie

### Les affluents et sous-affluents
| - Les affluents du Grand Estey. |

Le Service d'administration nationale des données et référentiels sur l'eau (SANDRE) et le Système d'Information sur l'Eau du Bassin Adour Garonne (SIEAG) ont répertorié 19 affluents et sous-affluents du Grand Estey. Les affluents avec une longueur de plus de 3,0 km sont:
- Ruisseau du Bouchon (4 km)
- Ruisseau de Jeanganne (3,5 km)
- Le Lubert (8 km)

Dans le tableau ci-dessous se trouve : le nom de l'affluent ou sous-affluent (quand il est connu), la longueur du cours d'eau, son code SANDRE, des liens vers les fiches SANDRE, SIEAG et vers une carte dynamique de OpenStreetMap qui trace le cours d'eau.